# Alahan
Alahan is een bestuurslaag in het regentschap Rokan Hulu van de provincie Riau, Indonesië. Alahan telt 819 inwoners (volkstelling 2010).